# Winter-Universiade 1960/Skispringen
Bei der Winter-Universiade 1960 wurde ein Wettkampf im Skispringen ausgetragen.

## Bilanz

### Medaillenspiegel
| Platz  | Land             | Gold | Silber | Bronze | Gesamt |
| ------ | ---------------- | ---- | ------ | ------ | ------ |
| 1      | Sowjetunion      | 1    | –      | –      | 1      |
| 2      | Tschechoslowakei | –    | 1      | –      | 1      |
| 3      | Jugoslawien      | –    | –      | 1      | 1      |
| Gesamt | Gesamt           | 1    | 1      | 1      | 3      |

### Medaillengewinner
| Disziplin            | Gold            | Silber         | Bronze       |
| -------------------- | --------------- | -------------- | ------------ |
| Normalschanze Männer | Albert Larionow | Jaromír Novlud | Milan Rojina |

Chamonix 1960 |
Villars 1962 |
Špindlerův Mlýn 1964 |
Sestriere 1966 |
Innsbruck 1968 |
Rovaniemi 1970 |
Lake Placid 1972 |
Livigno 1975 |
Špindlerův Mlýn 1978 |
Jaca 1981 |
Sofia 1983 |
Belluno 1985 |
Štrbské Pleso 1987 |
Sofia 1989 |
Sapporo 1991 |
Zakopane 1993 |
Jaca 1995 |
Muju/Jeonju 1997 |
Poprad 1999 |
Zakopane 2001 |
Tarvis 2003 |
Innsbruck/Seefeld 2005 |
Turin 2007 |
Harbin 2009 |
Erzurum 2011 |
Trentino 2013 |
Granada/Štrbské Pleso/Osrblie 2015 |
Almaty 2017 |
Krasnojarsk 2019 | |
Luzern 2021 |
Lake Placid 2023 |
Turin 2025
Eiskunstlauf |
Nordische Kombination |
Ski Alpin |
Skilanglauf |
Skispringen